# Blepharita confluens
Blepharita confluens là một loài bướm đêm trong họ Noctuidae.